# Liste der Bodendenkmale in Muldestausee
In der Liste der Bodendenkmale in Muldestausee sind alle Bodendenkmale der Gemeinde Muldestausee und ihrer Ortsteile aufgelistet. Grundlage ist die Veröffentlichung der Landesdenkmalliste mit Stand vom 25. Februar 2016.  Die Baudenkmale sind in der Liste der Kulturdenkmale in Muldestausee aufgeführt.
| Denkmal-ID | Fundart             | Ortsteil      | Bezeichnung                     | Zeitstellung | Lage                                                                        | Bemerkungen | Bild |
| ---------- | ------------------- | ------------- | ------------------------------- | ------------ | --------------------------------------------------------------------------- | --- | ---- |
| 428301085  | Grabmal > Grabhügel | Brösa         | Hügelgräbergruppe, 3 Grabhügel  | Bronzezeit   | 2,2 km nordöstlich vom Ort (Lage)                                           | |      |
| 428301143  | Grabmal > Grabhügel | Brösa         | Hügelgräbergruppe, 4 Grabhügel  | undatiert    | im Brösaer Holz, nördlich B183 (Lage)                                       | Im Gelände lassen sich einige hügelförmige Erhebungen lokalisieren, welche unter Umständen nicht natürlichen Ursprungs sind.                   |      |
| 428300855  | Grabmal > Grabhügel | Brösa         | Hügelgräbergruppe, 7 Grabhügel  | Bronzezeit   | 1,8 km nordwestlich vom Ort, Gruppe von 7 Hügeln ()                         | gut erkennbare, große Grabhügel |      |
| 428300809  | Grabmal > Grabhügel | Dübener Heide | Grabhügel „Pechhügel“           | undatiert    | 2,5 km nordwestlich Schwemsal ()                                            | Standort der ehemaligen Schwemsaler Pechhütte, Hügelgebilde mit Eingrabungstrichter und Pechresten an der Oberfläche.                          |      |
| 428301108  | Grabmal > Grabhügel | Dübener Heide | 2 Grabhügel                     | undatiert    | 2,5 km NW von Schköna ()                                                    | |      |
| 428301109  | Grabmal > Grabhügel | Dübener Heide | 3 Grabhügel                     | undatiert    | ()                                                                          | |      |
| 428301110  | Grabmal > Grabhügel | Dübener Heide | 3 Grabhügel                     | undatiert    | ()                                                                          | |      |
| 428301107  | Grabmal > Grabhügel | Dübener Heide | Hügelgräbergruppe, 4 Grabhügel  | undatiert    | ()                                                                          | |      |
| 428301106  | Grabmal > Grabhügel | Dübener Heide | Hügelgräbergruppe, 5 Grabhügel  | undatiert    | ()                                                                          | |      |
| 428300840  | Grabmal > Grabhügel | Dübener Heide | Hügelgräbergruppe, 6 Grabhügel  | Bronzezeit   | 1,2 km nordöstlich vom Ort, nördlich der Försterei Rauchhaus, ()            | |      |
| 428300841  | Grabmal > Grabhügel | Dübener Heide | Hügelgräbergruppe, 7 Grabhügel  | undatiert    | 2,5 km südöstlich vom Ort ()                                                | Grabhügelreste weiter südlicher wahrnehmbar. Insgesamt 7 Grabhügelstellen aufgefunden und verortet. Möglicherweise gab es noch mehr Grabhügel. |      |
| 428300811  | Grabmal > Grabhügel | Krina         | Grabhügel                       | undatiert    | ca. 600 m nordöstlich von Krina, 130 – 150 m nördlich vom Sportplatz (Lage) | |      |
| 428300837  | Grabmal > Grabhügel | Krina         | Hügelgräbergruppe, 9 Grabhügel  | Bronzezeit   | 1,0 km nordöstlich vom Ort (Lage)                                           | |      |
| 428300838  | Grabmal > Grabhügel | Krina         | Hügelgräberfeld, 25 Grabhügel   | Bronzezeit   | 1,0 km südlich vom Ort am Weg nach Rösa (Lage)                              | flache, häufig nur in Resten erhaltene Grabhügel                                                                                               |      |
| 428300839  | Grabmal > Grabhügel | Krina         | Hügelgräbergruppe, 12 Grabhügel | Bronzezeit   | 0,4 km nordwestlich vom Ort an der Straße nach Gossa (Lage)                 | |      |
| 428301093  | Befestigung > Burg  | Pouch         | Talrandburg „Schloss“           | Mittelalter  | südwestlich Ortsrand, auf dem Hochufer der Mulde (Lage)                     | 891 erstmals erwähnt, Reste der Burgmauer erhalten, zwei Türme aus dem 13./14. Jahrhundert                                                     |      |
| 428301094  | Grabmal > Grabhügel | Pouch         | 2 Grabhügel                     | Bronzezeit   | 3,0 km östlich vom Ort (Lage)                                               | |      |
| 428301115  | Grabmal > Grabhügel | Pouch         | Hügelgräbergruppe 4 Grabhügel   | undatiert    | ca. 2,5 km nordnordwestlich vom Ort ()                                      | 4 Hügel feststellbar, weitere schwer erkennbar                                                                                                 |      |
| 428301098  | Grabmal > Grabhügel | Rösa          | 3 Grabhügel Rösaer Forst        | Bronzezeit   | 2,2 km nordwestlich vom Ort (Lage)                                          | 3 große, gut erkennbare Grabhügel |      |
| 428301116  | Grabmal > Grabhügel | Rösa          | Hügelgräberfeld, 10 Grabhügel   | undatiert    | ca. 2,0 km nordwestlich vom Ort (Lage)                                      | |      |
| 428301120  | Grabmal > Grabhügel | Rösa          | Grabhügelverdachtsstellen       | undatiert    | ca. 3,8 km nordwestlich vom Ort ()                                          | zurzeit nur Verdachtsstellen |      |
| 428301138  | Grabmal > Grabhügel | Rösa          | Hügelgräberfeld                 | undatiert    | 3 km nordwestlich von Rösa, Ausfahrt Sportplatz Richtung B100. (Lage)       | Es handelt sich hier um Restlagen von ehemaligen Grabhügelstellen.                                                                             |      |
| 428301111  | Grabmal > Grabhügel | Schmerz       | Hügelgräbergruppe, 9 Grabhügel  | undatiert    | Waldstück zwischen Ackerflächen (Lage)                                      | Sämtliche Hügel sind mit Dornengehölzen bewachsen und der Wald sehr unwegsam.                                                                  |      |
| 428301113  | Grabmal > Grabhügel | Schmerz       | Hügelgräbergruppe, 4 Grabhügel  | undatiert    | Wald (Lage)                                                                 | |      |
| 428301112  | Grabmal > Grabhügel | Schmerz       | Hügelgräbergruppe, 7 Grabhügel  | undatiert    | Waldstück zwischen Ackerfläche (Lage)                                       | |      |